# Desnudo con naranjas
Desnudo con Naranjas es una película venezolana de 1995 dirigida por Luis Alberto Lamata y protagonizada por Lourdes Valera, Daniel Alvarado, Carlos Mata, Pedro Durán, Gonzalo Cubero y Luis Fernández.

## Argumento
Venezuela siglo XIX, guerra federal. Un indio desertor del ejército liberal y una misteriosa mujer blanca, muda y traumatizada por la guerra, vivirán una extraña y violenta historia de amor. En el camino se les cruza un mágico amuleto, el “bilongo”, que le otorga a su dueño fortuna en los juegos de azar, a cambio de un precio terrible que el último poseedor deber pagar. Dispuestos a arrancarle a la vida unos momentos de felicidad, tratan de escapar de lo inevitable.
Basada libremente en el cuento de Robert Louis Stevenson “El diablo en la botella” y en una vieja leyenda popular escuchada en Barlovento.

## Reparto
- Lourdes Valera .... Margarita/ Doña Matilde
- Daniel Alvarado.... Capitán
- Carlos Mata....Bachiller Agustin Guzman
- Alexander Milic...Turco Durbayán
- Luis Fernandez....Samuel Jhonson
- Pedro Durán....Cupo
- Manuel Salazar....General
- Paul Fellermeier
- Erick Noriega
- Gonzalo Cubero
- Martin Antigua
- María Luisa Lamata
- Javier Paredes
- Pedro Renteria.... Coronel
- Freddy Salazar
- Roger Herrera
- Jose Eloy Sanchez
- Soraya Sanz
- Carmen Landaeta[3]

## Premios
- Festival del cine Venezolano: Mejor dirección, Mejor guion, Mejor fotografía.
- Premio Nacional “Casa del Artista”, Venezuela.
- Native American Film Festival, Nuevo México, Estados Unidos: Mejor película.
- Festival de Biarritz, Francia: Mejor actor (Daniel Alvarado).
- Festival internacional de Sochi, Rusia: Mejor actor.
- Festival de Trieste, Italia: Mejor música.